# Lời nguyền Domino
Lời nguyền Domino là một bộ phim truyền hình được thực hiện bởi M&T Pictures do Nhâm Minh Hiền làm đạo diễn. Phim phát sóng vào lúc 20h45 thứ 2, 3, 4 hàng tuần bắt đầu từ ngày 25 tháng 11 năm 2019 và kết thúc vào ngày 24 tháng 2 năm 2020 trên kênh SCTV14.

## Nội dung
Lời nguyền Domino mở đầu bằng cái chết đầy uẩn khúc của nhân vật Quý (Anh Tú) kéo theo hàng loạt những bí ẩn xuất hiện xoay quanh gia đình bà Hoa (Hoài An) và cô con gái Ngọc Anh (Sĩ Thanh). Mà trong hàng loạt sự kiện đó, mỗi con cờ Domino dường như là chìa khóa cũng như nguồn gốc của mọi vấn đề...

## Diễn viên
- Hoài An trong vai Bà Hoa
- Ngân Quỳnh trong vai Bà Hồng
- Huy Cường trong vai Ông Tùng
- Thanh Hoàng trong vai Ông Duy
- Sĩ Thanh trong vai Ngọc Anh
- Trọng Nhân trong vai Quốc Bảo
- Lâm Minh Thắng trong vai Hảo
- Lyna Trang trong vai Nhung
- Hà Kim trong vai Quang
- Bella Mai trong vai Cúc
- Trịnh Xuân Nhản trong vai Khoa
- Công Danh trong vai Nam
- Thủy Phạm trong vai Ngọc Mai
- Trần Quý trong vai Đông Đại
- Châu Minh Trí trong vai Ân
- Lâm Minh Cường trong vai Nguyên
- Nguyễn Châu Khang trong vai Thái
- Đặng Phương Trâm trong vai Đào
- Lucy Như Thảo trong vai Bà Hồng (lúc trẻ)
- Minh Tiến trong vai Ông Tùng (lúc trẻ)
- Cẩm Tú trong vai Bà Hoa (lúc trẻ)

Cùng một số diễn viên khác....

## Ca khúc trong phim
Bài hát trong phim là ca khúc "Dòng đời cuốn trôi" do Minh Đăng sáng tác và Lê Minh thể hiện.

## Giải thưởng
| Năm  | Giải thưởng    | Hạng mục                | (Người) đề cử  | Kết quả       | Tham khảo   |
| ---- | -------------- | ----------------------- | -------------- | ------------- | ----------- |
| 2019 | Giải Cánh diều | Phim truyện truyền hình | —              | Cánh Diều bạc | [ 5 ] [ 6 ] |
| 2019 | Giải Cánh diều | Biên kịch xuất sắc      | Khánh Bùi      | Đoạt giải     | [ 5 ] [ 6 ] |
| 2019 | Giải Cánh diều | Biên kịch xuất sắc      | Nhâm Minh Hiền | Đoạt giải     | [ 5 ] [ 6 ] |